# Pierre de Certaines de Fricambault
Pierre de Certaines de Fricambault, né en 1620 au château de Villemolin et mort le 4 juin 1666 à Lagos, Algarve (Portugal), est un officier général de la marine française et un corsaire du XVIIe siècle. Il sert au sein de la Marine royale à la fin du règne de Louis XIII et au début de celui de Louis XIV, pendant guerre de Trente Ans et la guerre franco-espagnole. Ses « excellents services dans la flotte » lui valent d'être promu au rang de chef d'escadre par Louis XIV, un rang qu'il occupe du 20 mai 1654 à sa mort.

## Biographie

### Origines et famille
Pierre de Certaines de Fricambault est le quatrième fils d'Aloph II de Certaines (1585-1653), chevalier de l'ordre de Saint-Michel et capitaine-gouverneur de Lury, et de Jeanne de Martinet (héritière de la seigneurie de Fricambault, paroisse de Perreux, dont il prendra le nom d'usage). Seigneur de Fricambault à Perreux, des Pinabeaux et des Hâtes à Saint-Denis-sur-Ouanne, de Boissel et de Donzy à Saint-Martin-sur-Ouanne (Yonne), de Corvol-d'Embernard  (Nièvre) et autres lieux, il descend d'une famille de la noblesse nivernaise d'extraction médiévale qui compte parmi ses membres des officiers et officiers généraux de la Marine royale. Ainsi, deux de ses frères sont :
- Edme II de Certaines (1610-1667), dit le « Chevalier de Villemolin », troisième fils d'Aloph de Certaines, chef d'escadre le 2 octobre 1653 (brevet temporaire), il se retire en 1660 ou 1661. Chevalier puis commandeur de l'ordre de Saint-Jean de Jérusalem (commanderie de La Romagne, en Champagne), puis enfin lieutenant-général du grand prieur de Champagne.
- Charles de Certaines (1633-1716)[2], dit « Chevalier de Certaines », septième enfant d'Aloph de Certaines, capitaine de vaisseau. Il prend part en 1655 comme enseigne sur le vaisseau amiral du duc de Beaufort au combat de la Goulette. Il participe en 1664 comme capitaine dans les effectifs de La Religion à l'Expédition de Djidjelli. Il est en 1666, cette fois-ci dans la marine royale, capitaine de la Victoire, escadre du Ponant sous les ordres d'Abraham Duquesne, et est la même année capturé par un navire anglais. Il se retire alors de la marine. Chevalier puis commandeur de l'ordre de Saint-Jean de Jérusalem (commanderie de Libdeau-Toul-Xugney puis de Nancy dite du vieil-Aître)[3].

### Carrière dans la Marine royale

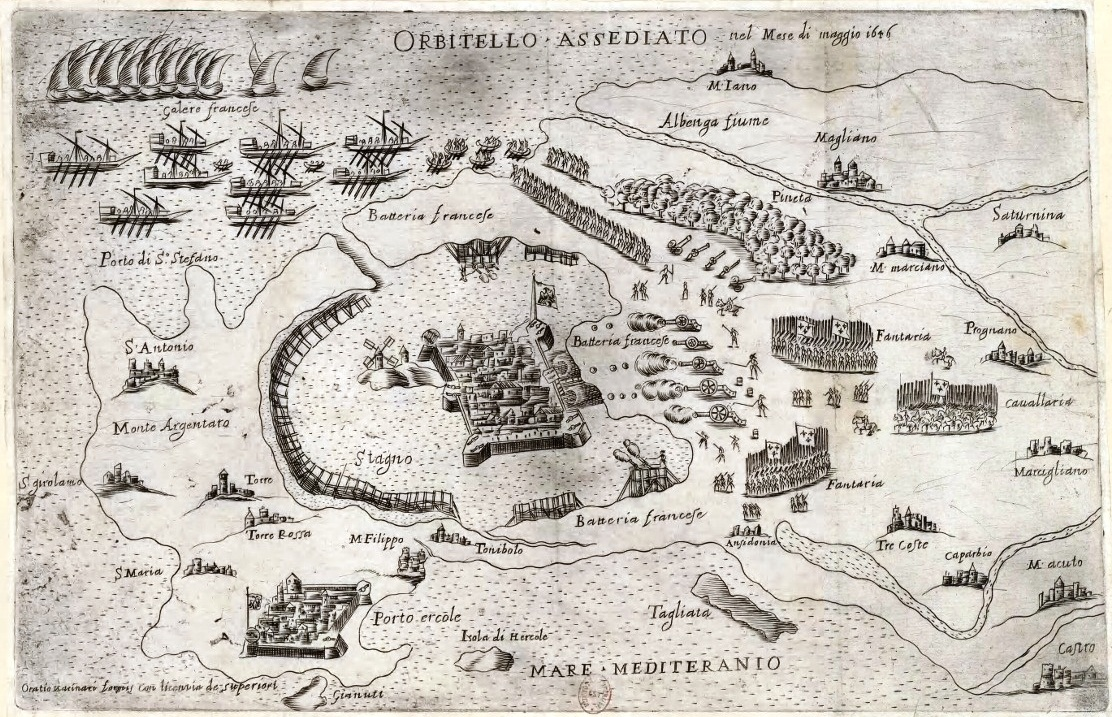
Le siège d'Orbetello (1646) pendant la Guerre de Trente Ans.

Pierre de Certaines entre dans la Marine royale à une époque inconnue, vers 1640 Le 15 février 1646, il reçoit une commission pour commander le vaisseau Le Saint-Charles, 28 canons, qui fait alors partie d'une flotte de 24 vaisseaux et 20 galères aux ordres de M. de Brézé. Cette armée part faire le siège d'Orbitello, où un boulet emporte la tête du jeune marquis de Maillé-Brézé, chef et surintendant de la navigation, le 14 juin 1646. En décembre 1647, Pierre de Fricambault commande Le Triton (vaisseau de 400 tonneaux) qui fait partie d'une escadre de six vaisseaux, trois brûlots et quatre flûtes, qui, sous les ordres du chevalier Paul, combat pendant cinq jours dans la baie de Naples, contre une flotte de galères et de vaisseaux espagnols - plus nombreuse - commandée par le duc d'Arcos, vice-roi de Naples, et remporte une victoire malgré les sept vaisseaux et une galère que les Espagnols reçoivent en renfort et qui leur permettent d'éviter une défaite. À la fin de la cinquième journée, le chevalier Paul fait signal aux navires de son escadre de rallier son pavillon et va rejoindre au Gourjan la flotte française commandée par le duc de Richelieu. Le 30 mars 1648, Fricambault reçoit une nouvelle commission pour commander Le Triton pendant la campagne. Le 24 mai 1652, il eut le commandement de La Concorde. Le 20 mai 1654, le Roi lui donne le brevet de « chef d'escadre de Bretagne ». Cette année-là, il commande un vaisseau dans l'escadre du duc de Vendôme, grand Amiral de France, qui, les 29 septembre et 1er octobre, combat la flotte espagnole et la contraint à regagner Barcelone, désemparée. Fricambault se distingue lors de ce double succès. Le 18 avril 1655, il reçoit une commission du Roi pour commander Le Soleil, 36 canons. 
Il voit sa commission renouvelée, le 11 juillet 1661. La raison de ce renouvellement se trouve dans les observations qui sont faites par M. d'Alméras, ou pour lui en 1660, quand un arrêté de l'amiral fixe les rangs des officiers. D'Alméras prétend ne pas perdre les avantages que lui assurait son ancienne commission de capitaine, d'autant plus qu'il avait toujours servi le Roy, « à la différence de Fricambault qui n'a pas seulement interrompu le service de la marine, mais pendant les guerres civiles a quitté le service du Roy et a esté capitaine de chevau-légers dans le régiment d'Enghien à Bourdeaux. Il ne prétend cependant pas avoir perdu son rang. » II le retrouve, en effet, a la paix, et rentre en grâce, il est remis à sa place comme chef d'escadre le 11 juillet 1661. Les observations du marquis d'Alméras se lisent en tête du volume des Ordres du Roy pour l'année 1669, où Colbert les fait copier.
Les attaques ne cessent pas et, la même année, une lettre anonyme envoyée à Colbert cite Fricambault parmi une liste d'officiers de marine cette fois-ci attachés (ou du moins redevables) au surintendant des Finances Fouquet, arrêté le 5 septembre de cette même année. Parmi cette liste d'officiers figurent « les sieurs de Fricambault, Ectot, d'Alméras et des Ardens », qui s'emploieraient alors à discréditer le chevalier Paul auprès de M. de Vendôme, alors grand maître, chef et surintendant général de la navigation.
À la fin de l'année 1661, Fricambault est à Malte ; d'où il écrit une lettre à Colbert, le jour de Noël 1661 : 

« Monsieur, je me donnay 'honneur de vous escrire de Callery, dont nous fisme voile le 19 de ce mois. 24 heure nous mirre sur le cap bon ou nous fisme rancontre d'un petit navire anglois qui avoit esté pris par trois frégatte d'Alger, que nous prisme et ou nous trevasme dix turs dedans sans auchund cretien. Nous nous sommes decendu en suitte dans ce port on les vent contraire nous retienne. Ce petit navire est le plus meschant navire de voille du monde et nous lavons trené en très meschant estât de voille, de cable et de tout, ayient esté pillé par les turs et comme il est ord destat de le pouvoir enmariné pour l'anvoiier à Tollon, ie vois M. Cabaret dans le dessein dans tirer ysy ce que nous pourons. Il y a quelque botte d'huille et de la corinte qu'il avoit chargé à la Sefalonie; nous navons point encore heu lantrée a Malte a cauze de cette prise, mais Ion nous la fait espérer auiourdhuy il ont heu bien de la peine à ce résoudre ysy a nous rendre le salut mais jay si bien frondé qui! ce sont résolus de nous le randre ce qu'il ont fait, de trois coups a cainq chachund que nous leur avons tiré. Lou nom a dit ysy que les troupes n'estoient plus an Serigne mais dans une petitte isle proche Paros nous les yrons chercher ou il seront nous partirons au premier beau temps aydant Dieu... Voilà tout ce que ie vous peulx dire presentemant ie vous demande la continuation de vostre amithié et la grasse de me croire tout a vous et vostre très humble seruiteur, vous me permaitres aussy d'asurer madame l'intendante de la maime chose et toute la famille,. »

— Fricambault.
Le 25 janvier 1662, Fricambault reçoit une gratification de 2 000 livres. Le 15 novembre 1662, il est appelé au commandement du Jule, 38 canons, un des vaisseaux que du Quesne était allé acheter en Suède. Le Jule fait partie de l'armée navale que le duc de Beaufort, d'abord chef de l'escadre des galères, commande quand les vaisseaux sous les ordres du commandeur Paul ont rejoint les navires à rames dans les eaux de Cagliari. C'est contre Tripolie en Barbarie que devait se diriger cette partie des forces navales françaises. Rien ne devait se faire, suivant l'usage, sans qu'un conseil de tous les chefs marins et militaires ait donné son avis. Beaufort fait assembler un conseil général qui ne conclut pas. L'Amiral écrit au ministre, le 29 juillet 1663 :

« Je levay le conseil et me renfermay avec Mr Paul, de Ternes, Fricambault, Gabaret et de Vivonne, le Sr Du Quesne estant malade. Ce conseil réduit décida qu'au lieu d'aller chercher Tripoly, on irait de nuit a Alger, avec les galères et les brûlots, pour incendier les navires qui seraient dans le port. »

Les résultats de cette entreprise sont médiocres. La flotte française ne parvient à détruire que quelques navires pirates. Du reste, brûler les vaisseaux algériens dans le port, sous les canons des forts, était chose assez difficile; dès le commencement de la campagne Fricambault avait émis des réserves sur cette opération; il avait prétendu que ruiner l'entrée du port était une action aussi aisée qu'il était difficile de porter le feu dans l'intérieur au môle. Aussi, quand il voit l'issue d'une tentative qu'il avait jugée inutile, il ne peut pas se taire, et écrit à Colbert une lettre où il laisse parler son mécontentement. Cette lettre, d'un style agressif, est surtout violente contre le chevalier de Buous et quelques autres officiers qui, selon lui, avaient mal fait leur devoir, et que par une obligeante faiblesse le conseil avait innocentés. Fricambault ne signe pas son factum, qu'il envoie comme l'opinion d'une personne embarquée sur l'escadre. Colbert en le recevant écrit au dos de la lettre : « Il faut faire une copie de cette relation ». Une plume de commis écrit au-dessous: « Ecrit de la main du sr Fricambault,. »  
En 1664, Fricambault est désigné pour faire partie de la flotte de M. de Beaufort. Ce dernier écrit de Toulon le 24 juin :  « MM. de Fricambault et de Vivonne arrivèrent hier. M. de Fricambault avait conduit à Toulon, du port de Brouage, les vaisseaux la Reine et le César. » Il commande Le César, 54 canons, avec lequel il participe entre le 23 juillet et le 31 octobre 1664, au sein du corps expéditionnaire envoyé à Djidjelli combattre les corsaires barbaresques. 
Dans les lettres reçues par Colbert, il y a trois lettres de ce chef d'escadre, la première, de Brouage , 17 mars 1664 ; la seconde, de la rade de La Palisse, le 22 mai 1664 ; la dernière de « Thollon », 24 juin 1664, qui marquent le départ, la relâche et l'arrivée de ces navires « en fort bon estât et prests à faire voille avec l'année sans apporter aucun retardement. » Le 31 mars 1665, Fricambault reçoit le commandement du Saint-Louis, qu'il conserve en 1666 dans la flotte de M. de Beaufort.

### La guerre de course
En complément de sa carrière de chef d'escadre, selon l'usage répandu à l'époque, Pierre de Certaines de Fricambault mena un certain nombre d'expéditions comme corsaire.
En 1652, il obtient une lettre de course pour le navire le Faucon avec lequel il réalise plusieurs prises comme le navire anglais le Cheval Vert dont le dixième s'élève à 626 l-t. 
En octobre 1656, il reçoit ordre du Roi de sillonner, à bord du Soleil, les mers du Levant pour en chasser les pirates. Le 24 décembre 1656, César de Vendôme lui donne de nouveau permission d'armer en guerre un vaisseau pour faire la course. L'année précédente il s'était associé avec son frère, le chevalier de Villemolin, qui commandait un navire particulier, armé avec l'assentiment de l'amiral, pour « courir sus aux bâtiments de commerce appartenant aux nations maritimes ennemies de la France. » Fricambault se retrouve donc à la tête d'une escadre de course. Il arme l'Apollon et, avec son frère le Chevalier de Villemolin, le Saint-Joseph. Le chevalier fait des prises ; cependant, des difficultés s'élèvent sur leur validité et ces plaintes sont portées au tribunal de l'Amirauté. Pierre de Fricambault en écrivit à M. de Vendôme, pour se plaindre d'un arrêt défavorable aux intérêts de l'association. L'amiral lui répond le billet suivant, conservé aux archives du château de Villemolin : 

« De Rouanné, le 16 avril 1658
A Monsieur Monsieur de Fricambault, chef d'escadre des vaisseaux du Roy, à Toulon.
Monsieur vous sçavez que je n'ai donné mon jugement sur le règlement et partage des prises de l'Appollon (sic) et du Saint Joseph que par l'advis de MM. de Seguiran, Gaillard l'ad(voc)at et Ricard, et s'il n'est pas à votre advantage, j'en ay bien du desplaisir. Je n'ay eu pour but que de rendre justice à qu'il appartiendrait selon mon honneur et ma conscience. Il vous est libre aux sieurs Boissiers et (autres) intéressez pour le navire de n'y point acquiescer et d'en appeler, je ne l'empescheray point et, au contraire, j'en serai bien aise. Je me resjouis de ce que Mr vostre frère a faict encore d'autres prises, vous asseurant qu'il ne vous peut venir à l'un et à l'autre tant de bien que je vous en souhaite. et qu'il n'y a personne qui soit plus de cœur que moy, monsieur, vostre affectionné serviteur. »

— César de Vendosme
Le 25 juin 1657, Pierre de Certaines de Fricambault croise la route de Ruyter alors qu'il conduit, en compagnie de quatre autres navires de guerre, quatre transports de troupes à Viareggio en Toscane. Ces transports sont des navires hollandais saisis en application de l'ordonnance du 17 mai 1657. De Ruyter engage le combat mais les navires français se réfugient sous les canons de la forteresse. Ruyter libère l'un des navires hollandais, l'Agneau Blanc de Hoorn, de 24 canons, commandé par le capitaine français Courdeau avec soixante hommes. Il instaure ensuite un blocus pour gêner le ravitaillement des corsaires et provoquer la désertion de marins vers la flotte hollandaise. Le Gouverneur de la ville continue de protéger les français, attendant la réponse de la Signoria de Gênes qui appuie cette décision, au motif que ces navires initialement corsaires servent en fait aux transports de troupes du Roi Louis XIV. Furieux, Ruyter demande la libération des trois derniers navires, mais Gênes refuse par peur de représailles françaises et de son allié le Duc de Modène. L'ordre de mise en défense est confié au gouverneur de la Spezia. A court de vivres et de munitions, Fricambault s'apprête à faire échouer ses navires et à les couler bas lorsqu'il reçoit, le 14 juillet, l'annonce que la paix est revenue entre les deux nations. Signé le 20 juin 1657, l'accord prévoit qu'en échange d'une abolition des règles de représailles contre leurs intérêts marchands, les Hollandais promettent que Ruyter laissera passer l'escadre de Fricambault et permettra le retour des prisonniers. Une ordonnance du Roi de France, prise le 1er juillet 1657, défend d'arrêter des vaisseaux hollandais.

### Décès
Pierre de Certaines de Fricambault meurt de la « fièvre pourprée » (probablement le typhus) à bord du Saint-Louis, le 4 juin 1666 au large de Lagos, à l'âge d'environ 46 ans. Il est enterré à Lagos avec les honneurs rendus par toute l'escadre. Voici en quels termes en parle le Journal de l'escadre du Levant :

« Sa valeur et l'ancienneté de ses services en ce corps lui avoient acquis la qualité de Chef d'escadre, dans laquelle il y avoit dix ans qu'il servoit si dignement qu'il n'avoit personne qui ne convînt qu'il méritoit davantage. Il étoit né gentilhomme d'une bonne maison du Nivernais, et il n'avoit nulle inclination qui ne répondît à sa naissance. Il étoit plein de cœur, d'honneur et de probité, et possédoit si éminemment toutes ces bonnes qualités, qu'il n'étoit connu de nul honnête homme qu'il n'en eût l'estime et l'amitié. M. l'Amiral [le Duc de Beaufort] a prouvé tout ce qu'il valoit par la manière dont il a été touché de sa perte et par toutes les choses qu'il en a dîtes. »

Fricambault a de magnifiques funérailles, le 4 juin au soir. Tous les officiers de la flotte suivent son convoi, suivi de toutes les chaloupes des vaisseaux. Trois décharges de la mousqueterie du Saint Louis saluent son cercueil lorsqu'il descend dans l'embarcation, et les vaisseaux, du vaisseau Amiral jusqu'au dernier, lui adressent un salut d'adieu par un nombre dégressif de coups de canon. Le clergé de Lagos vient l'attendre au débarcadère, les troupes de la garnison lui rendent les honneurs militaires sur ordre du capitaine général de l'Algarve, et les Frères de la Miséricorde portent enfin son corps jusqu'à l'église où il est inhumé.
Son frère aîné, Edme Ier de Certaines, seigneur baron de Villemolin, est nommé tuteur de ses enfants, mineurs à cette époque, le 30 août 1666.

## Mariage et descendance
Il épouse le 28 mars 1659 à Paris Antoinette Le Maistre de Grandchamp, arrière-petite-fille du président du Parlement de Paris, Jean Le Maistre, et fille de Charles, capitaine aux galères du roi et baron de Grandchamp, dont il a 5 enfants. Trois de ses fils servent comme lui dans la Marine royale, et tous les trois sont tués au combat : 
- Edme-Elie de Certaines de Fricambault (1660 - tué en 1702 à bataille navale de Vigo), dit « Fricambault l'aîné », capitaine de vaisseau, Chevalier de Saint-Louis dans la première promotion de 1693[10].  Abraham du Quesne communique en 1682 pour lui la notation suivante : « Friquembault est un grand jeune homme qui scait, et attaché a se rendre digne fils de son père, il est dous et honeste" ». A son tour, son voisin le Maréchal de Vauban, dans une lettre de 1685 le recommandant simultanément avec Jean Bart, parle de lui comme d'un « fort bon officier, bien sage, et fils d'un homme illustre de (son) pays, qui est une chose bien rare », faisant ainsi bon marché de ses compatriotes nivernais[7]. Ayant appuyé le choix de la rade de Vigo et se sentant responsable du désastre subi par la flotte française, Edme-Elie de Fricambault se laisse périr durant la bataille navale de Vigo dans l'incendie de son vaisseau l'Oriflamme|1699.
- Pierre de Certaines de Fricambault (1662 - tué en 1694 à la bataille du Texel), dit le « chevalier de Fricambault », lieutenant de vaisseau ;
- Charles de Certaines de Fricambault (1665 - tué en 1704 à bataille navale de Vélez-Málaga), dit le « chevalier de Courvol-Fricambault », Lieutenant de vaisseau, il est signalé par Jean-Baptiste du Casse au ministre Jérôme Phélypeaux de Pontchartrain pour son intrépidité lors de la Bataille de Santa Marta dans les Indes occidentales en 1702.